# Montserrat Fargas i Miralles
Montserrat Fargas i Miralles   (Barcelona, 1904 - Barcelona, abril 2000) va ser una pintora catalana especialment activa a Barcelona durant els anys trenta. La quantitat de les informacions que han arribat demostren que, si més no abans de la Guerra Civil, va ser una artista coneguda i activa que va exposar assíduament de forma individual i va prendre part en els principals certàmens artístics que es van fer a Barcelona durant aquells anys. Així, entre 1932 i 1936 va exposar en diverses ocasions els dibuixos, aquarel·les i olis a les Galeries Syra de Barcelona, que va ser la seva sala d'art de referència. En una ressenya de la revista Art. Publicació de la Junta Municipal d'Exposicions d'Art, el crític parlava del domini que tenia del dibuix i del bon ús que feia del color. Altres crítics, a La Vanguardia, evidenciaven la bona evolució de l'artista i elogiaven l'expressivitat del seu traç decidit. Paral·lelament, es mantenia treballant com a encarregada dels magatzems Le Printemps.
El 1933 va ser un any prolífic. Va participar en l'Exposició de Primavera organitzada per la Junta Municipal d'Exposicions d'Art de l'Ajuntament de Barcelona al Palau de Projeccions, en la qual va presentar tres dibuixos: Noia asseguda, Nu i Noia pentinant-se. L'octubre del mateix any, també va prendre part en l'exposició de pintura i escultura que va preparar la Sala Parés amb motiu del seu cinquantenari, i al novembre a l’Exposició d'artistes catalans contemporanis a les Galeries Syra. A finals d'any també va participar en l’Exposició del Nu organitzada pel Reial Cercle Artístic de Barcelona al vestíbul del soterrani dels Ferrocarrils de la Generalitat. 
A les exposicions de primavera dels anys 1934 i 1935 hi va presentar natures mortes que, en aquest cas, eren obres pictòriques. A principis d'any havia format part del nombrós grup d'artistes que van homenatjar al pintor Manuel Humbert, en el qual també hi consta la pintora Carme Cortès, que era una altra artista habitual de les Galeries Syra, amb qui Fargas havia exposat en paral·lel. Sembla que aquell 1935 també va prendre part en l'exposició El circ en les arts plàstiques que es va fer a les Galeries Syra. En l'Exposició de Primavera de 1936, que es va fer al Palau de la Metal·lúrgia, es van exposar tres obres seves dins de l'apartat de dibuix i gravat: Plaça Macià, Bodegó i Finestra. Aquell mateix any també figura entre els participants de l’Exposició Pro-Nens Necessitats que van organitzar conjuntament la Generalitat de Catalunya i l'Ajuntament de Barcelona, i que es va presentar al saló Valenciano.
Dos anys més tard, al 1938, formava part de l'exposició de dibuix i gravat i del Saló de Tardor que va organitzar la Junta d'Exposicions d'Art de Barcelona i que es van fer al Casal de la Cultura de la ciutat.
Fora de Barcelona, consta que va participar en la mostra L’art espagnol contemporaine que es va fer al Jeu de paume de París al febrer de 1936. Organitzada pels ministeris d'Exteriors i d'Educació d'Espanya i França, l'exposició va aplegar prop de cinc-centes obres i hi van participar les artistes més populars i reconegudes del moment. Al catàleg hi figuren les pintores María Blanchard, Norah Borges, Teresa Condeminas, Carmen Cortés, Cruz Herrera, Margarita Frau, Roberta González, Maruja Mallo, Gabriela Majorie i Rosario Velasco, així com les escultores Eva Aggerholm i Roberta González.
Acabada la Guerra Civil, va reprendre la seva activitat expositiva a les galeries barcelonines i al maig de 1940 va presentar les seves obres a les Galeries Syra, a principis de 1943 a la Sala Rovira i a la Sala Vinçon, on va exposar els anys 1944, 1946 i 1948. Els catàlegs d'aquestes mostres indiquen que es tractava sobretot de guaixos amb temàtica de paisatges, especialment barcelonins, natures mortes i, puntualment, alguna figura i retrat. La crítica els va destacar tant per la perfecció tècnica i l'austeritat de traç, com per l'ús del color, tant per contrastar els elements com per configurar la composició de les pintures. L'any 1942 va participar l'Exposició Nacional de Belles Arts de Barcelona. En la crítica de l'exposició que l'any 1953 va presentar a la Sala Sant Jordi del passeig de Gràcia de Barcelona, en la qual va exhibir litografies i guaixos, s'esmenta que la pintora feia anys que s'havia traslladat a Madrid. La darrera notícia que es té de la seva trajectòria artística és la participació en l'Exposició Nacional de Belles Arts del 1960, que en aquella ocasió es va fer al Palau Nacional de Barcelona, en la qual es va poder veure una natura morta en guaix.
D'entre les seves amistats conegudes destaquen la poetessa russa Nadia Sokolova, que als anys trenta estava connectada amb els principals intel·lectuals barcelonins i formava part del grup ADLAN, i la pintora Olga Sacharoff, que durant la postguerra va acollir la represa de les arts des de la seva casa del Putxet.
Montserrat Fargas va treballar sobretot l'aquarel·la i el guaix, i la crítica en va destacar el seu cromatisme. El Museu d'Història de la Ciutat de Girona conserva dues aquarel·les seves, que la primavera del 2021 es van poder veure formant part de l'exposició Plurals en femení, sororitats, i el Museu de Valls té un guaix a la seva col·lecció. El Museu Nacional d'Art de Catalunya té quatre retrats escultòrics de la pintora, dos dels quals són obra de Manolo Hugué i els altres dos d'Apel·les Fenosa. Aquests darrers es van cedir en comodat a la Fundació Apel·les Fenosa el 2021, per il·lustrar la relació que l'escultor va tenir amb Montserrat Fargas entre 1930 i 1939.